# Ham-en-Artois
Ham-en-Artois is een gemeente in het Franse departement Pas-de-Calais (regio Hauts-de-France). De plaats maakt deel uit van het arrondissement Béthune. Ham-en-Artois telde op 1 januari 2022 947 inwoners.

## Geografie
De oppervlakte van Ham-en-Artois bedroeg op 1 januari 2022 3,2 vierkante kilometer; de bevolkingsdichtheid was toen 295,9 inwoners per km².

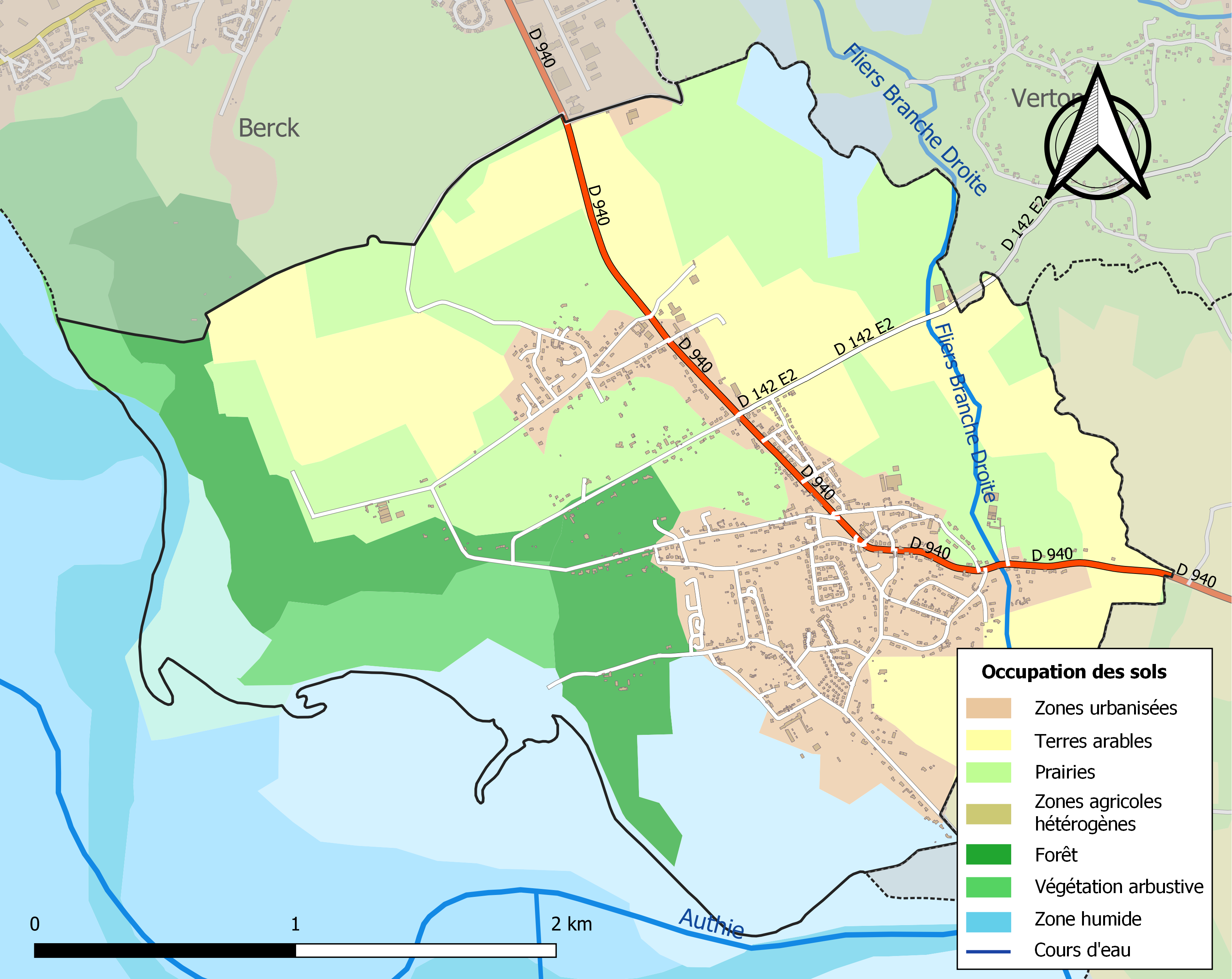
Kaart van de gemeente met belangrijkste infrastructuur, bodemgebruik en omliggende gemeenten

## Geschiedenis
Enguerrand, heer van het naburige Lillers, stichtte hier in 1079 de benedictijner Sint-Salvatorabdij. Ze werd in 1793 grotendeels verwoest; enkel de abdijkerk, het abtenhuis en de toegangspoort bleven bewaard.

## Verkeer en vervoer
In de gemeente ligt spoorwegstation Ham-en-Artois.

## Demografie
Onderstaande figuur toont het verloop van het inwonertal (bron: INSEE-tellingen).

## Foto's

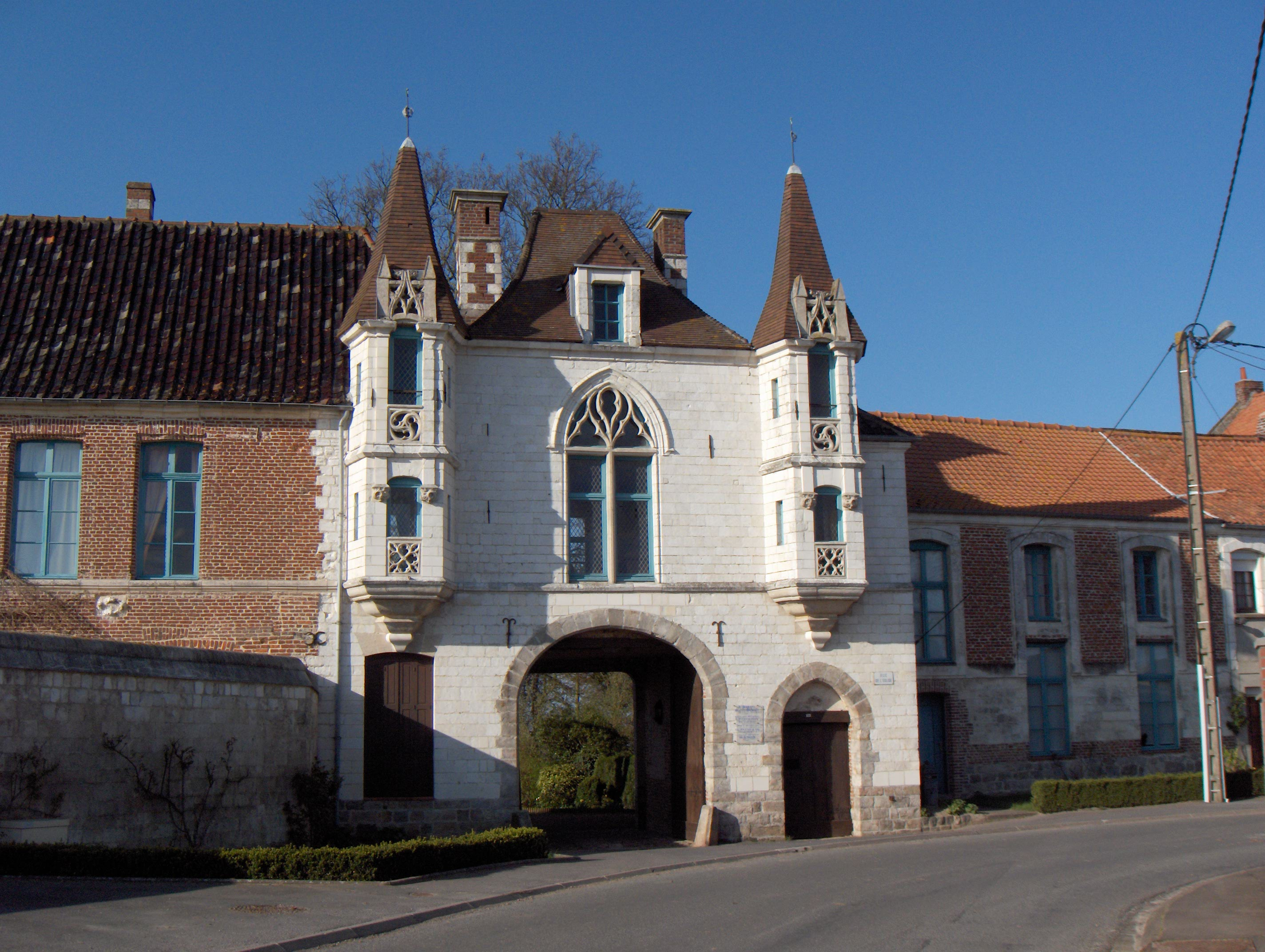
Toegangspoort tot de voormalige abdij, 18e eeuw, omgewerkt in neogotische stijl in de 19e eeuw
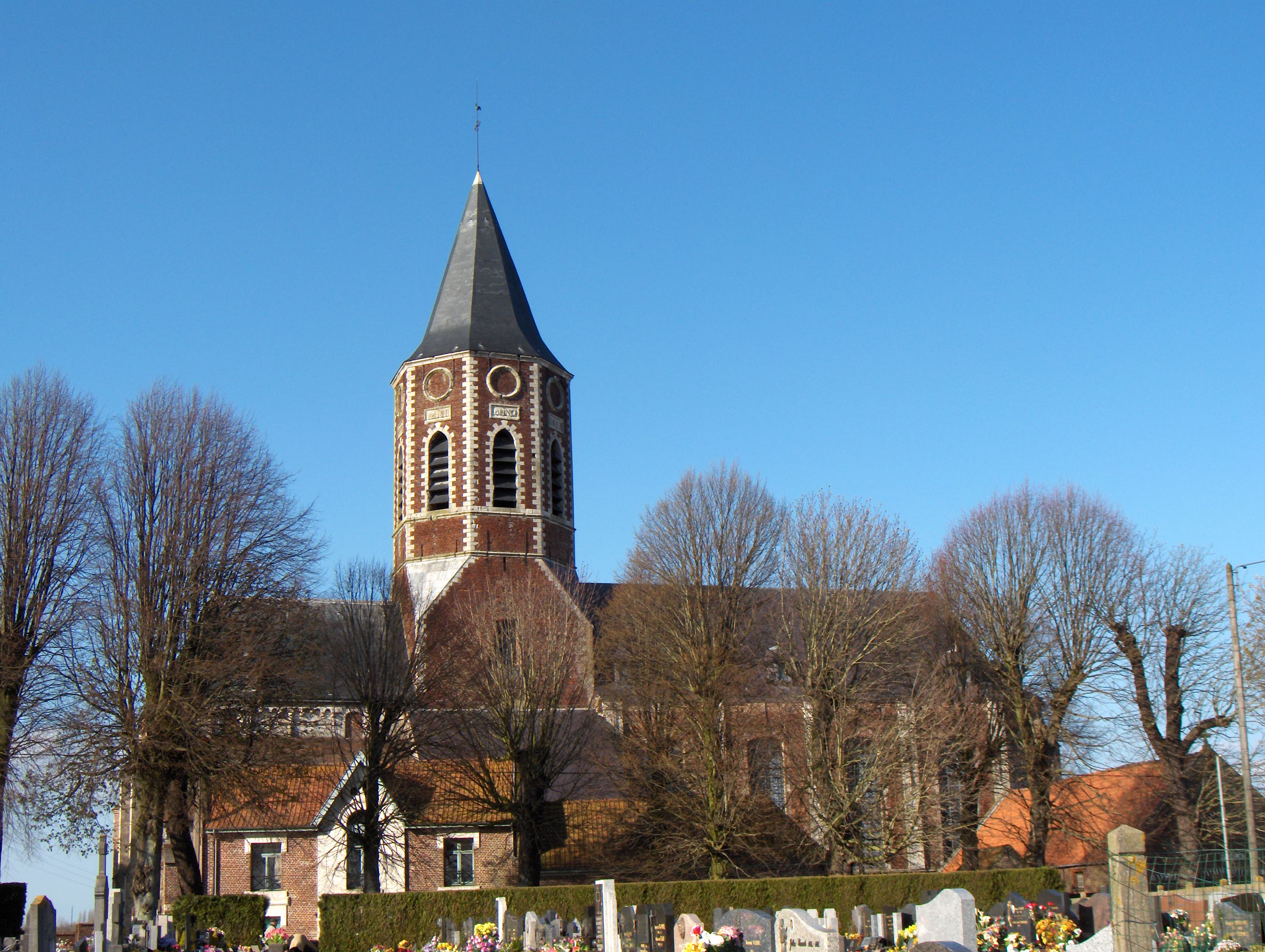
Voormalige abdijkerk (12e-17e eeuw), nu dorpskerk